# Tormentín

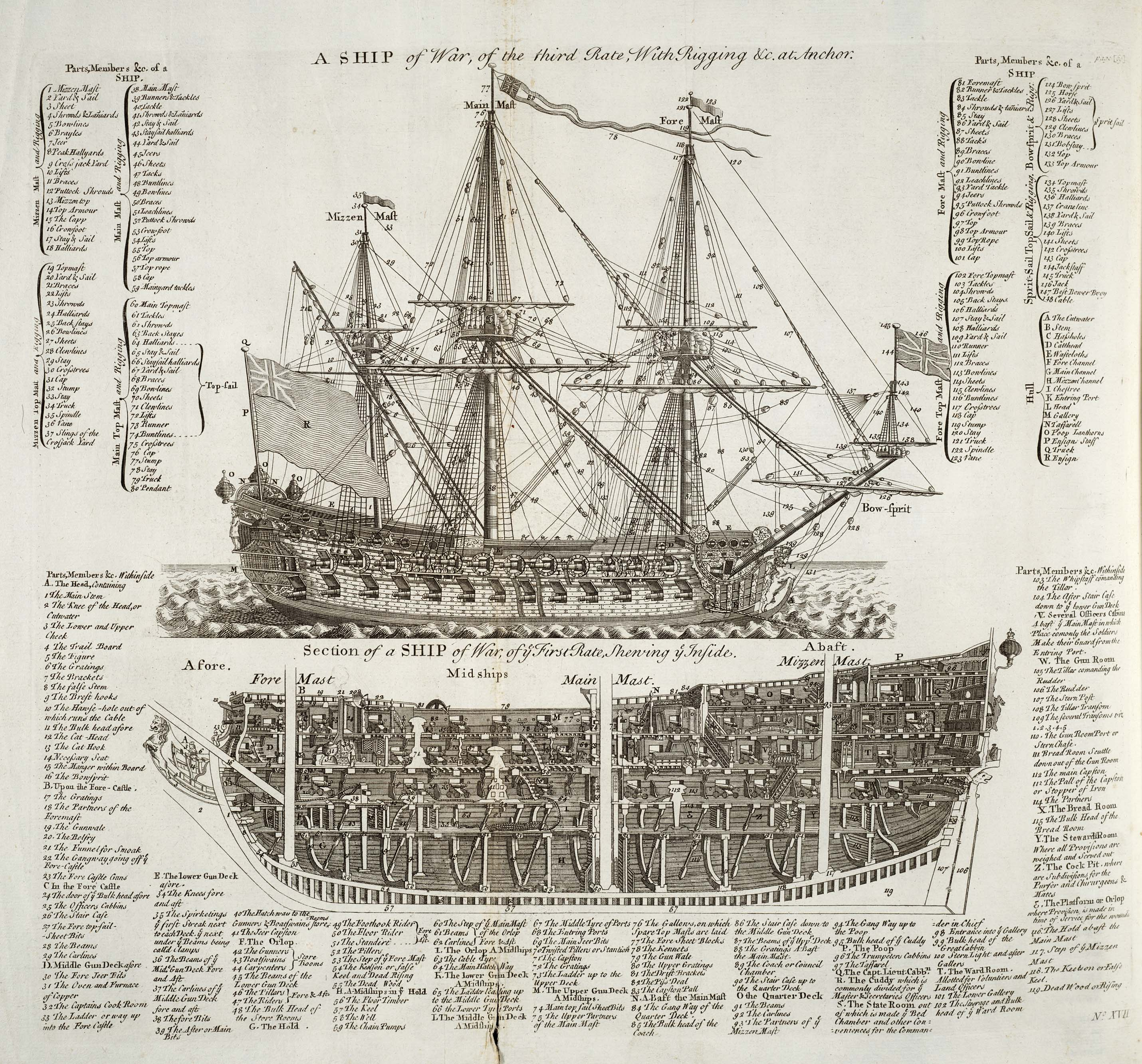
Diagrama ilustrando un navío de primera, donde puede verse, coronado por una bandera, en el extremo derecho de la imagen el tormentín, y sección de un navío de tercera categoría (Cyclopaedia de 1728).

En náutica, el tormentín es un mastelero vertical colocado en la cabeza del bauprés. Dejó de usarse en la década de 1720. Pueden verse ejemplos del mismo en las imágenes de los galeones y navíos de línea del siglo XVII.